# Gloria (Oriental Mindoro)
Gloria é um município de  terceira classe de renda municipal (d) na província Oriental Mindoro, nas Filipinas. De acordo com o censo de 1 de maio  de  2020 possui uma população de 50 496 pessoas e 12 050 domicílios.